# Álvaro Pino
Álvaro Pino (Ponteareas, 17 augustus 1956) is een voormalig Spaans wielrenner. Hij was prof van 1981 tot en met 1991.
Pino was een goede klimmer en eindigde diverse malen hoog in de einduitslag van de Ronde van Frankrijk en Ronde van Spanje. Zijn grootste succes was de eindzege in de Ronde van Spanje 1986.

## Belangrijkste overwinningen
1981
- 16e etappe Ronde van Spanje

1982
- Subida al Naranco
- 2e etappe deel B Ronde van het Baskenland

1983
- 3e etappe Ronde van Burgos

1986
- 21e etappe (tijdrit) Ronde van Spanje
- Eindklassement Ronde van Spanje

1987
- 5e etappe, 8e etappe en eindklassement Ronde van Catalonië
- 1e etappe deel A en B en eindklassement Escalada a Montjuïc

1988
- 2e etappe (ploegentijdrit), 7e etappe en 8e etappe (tijdrit) Ronde van Spanje
- Bergklassement Ronde van Spanje

## Resultaten in voornaamste wedstrijden
| Jaar | Ronde van Italië | Ronde van Frankrijk | Ronde van Spanje |
| ---- | ---------------- | ------------------- | ---------------- |
| 1981 |                  |                     | 22e (1)          |
| 1982 | 30e              |                     | 10e              |
| 1983 | 18e              |                     | 4e               |
| 1984 | opgave           |                     | opgave           |
| 1985 |                  | 19e                 | 8e               |
| 1986 |                  | 8e                  | ↑ (1)            |
| 1987 |                  |                     |                  |
| 1988 |                  | 8e                  | 8e (2)           |
| 1989 |                  | 16e                 | 5e               |
| 1990 |                  | opgave              | opgave           |
| 1991 |                  |                     |                  |

| Jaar | Clásica San Sebastián |  | WK op de weg |  | Wereldranglijsten |
| ---- | --------------------- |  | ------------ |  | ----------------- |
| 1981 |                       |  |              |  |                   |
| 1982 |                       |  |              |  |                   |
| 1983 |                       |  |              |  |                   |
| 1984 |                       |  |              |  |                   |
| 1985 | 9e                    |  | 32e          |  |                   |
| 1986 |                       |  | 19e          |  | 11e (SPP)         |
| 1987 |                       |  | 40e          |  |                   |
| 1988 | 17e                   |  | 35e          |  |                   |
| 1989 | 52e                   |  | 35e          |  |                   |
| 1990 |                       |  |              |  |                   |
| 1991 | 69e                   |  | 49e          |  |                   |